# Vlag van Elsene
De vlag van Elsene is de gemeentelijke vlag van de Brusselse gemeente Elsene. De beschrijving luidt:
Twee even lange banen van groen en van wit.
De kleuren van de vlag komen uit het gemeentewapen.
Dit gemeentevlag is identiek aan de vlaggen van Koekelberg, Schaarbeek en Vorst.

Vlag van Koekelberg
Vlag van Schaarbeek
Vlag van Vorst